# 橙黄银耳
橙黄银耳（学名：Tremella lutescens），又称为亚橙耳，是属于银耳目银耳科银耳属的一种真菌，散生、群生于栎及其他阔叶树倒木、朽木上。该种分布于北美洲、亚洲、欧洲、南美洲。
其种加词“lutescens”意为“浅黄色的”。
橙黄银耳现研究发现与黄金银耳（T. mesenterica）实为同一种，目前作为异名处理。